# 拜倫鎮區 (愛荷華州布坎南縣)
拜倫鎮區（英語：Byron Township）是位於美國愛荷華州布坎南縣的一個行政鎮區。

## 地方資料
根據2010年美國人口普查的數據，拜倫鎮區的面積為94.68平方千米，當中陸地面積為94.68平方千米，而水域面積為0.00平方千米。當地共有人口1063人，而人口密度為每平方千米11.23人。